# Bisporella subpallida
Bisporella subpallida är en svampart som först beskrevs av Rehm, och fick sitt nu gällande namn av Dennis 1978. Enligt Catalogue of Life ingår Bisporella subpallida i släktet gulskålar, ordningen disksvampar, klassen Leotiomycetes, divisionen sporsäcksvampar och riket svampar, men enligt Dyntaxa är tillhörigheten istället släktet gulskålar, familjen Helotiaceae, ordningen disksvampar, klassen Leotiomycetes, divisionen sporsäcksvampar och riket svampar. Arten är reproducerande i Sverige. Inga underarter finns listade i Catalogue of Life.